# Thốc Phát Lợi Lộc Cô
Thốc Phát Lợi Lộc Cô (giản thể: 秃发利鹿孤; phồn thể: 禿髮利鹿孤; bính âm: Tūfà Lìlùgū) (?-402), hay Hà Tây Khang Vương (河西康王), là một người cai trị của nước Nam Lương trong lịch sử Trung Quốc. Ông là em trai của Thốc Phát Ô Cô, tức vua khai quốc của Nam Lương. Ông được mô tả là một người cai trị cởi mở với các ý kiến khác nhau. Ông đã giao phó các công việc quan trọng nhất của đất nước cho người em trai tài năng là Thốc Phát Nục Đàn, và người này về sau đã kế vị ngai vàng của ông.

## Trước khi lên ngôi
Thốc Phát Lợi Lộc Cô được sử sách nói đến lần đầu là vào năm 397, một thời gian ngắn sau khi Thốc Phát Ô Cô tuyên bố độc lập khỏi Hậu Lương và lập nước Nam Lương. Vào mùa thu năm đó, Thốc Phát Ô Cô đã cử ông đi giúp đỡ cho một cuộc nổi loạn tại Hậu Lương của Quách Nôn (郭黁). Vào mùa hè năm 398, ông cùng với một lãnh đạo nổi loạn khác tại Hậu Lương là Dương Quỹ (楊軌), giao chiến với Lã Toản (một con trai của hoàng đế Lã Quang của Hậu Lương) song đã bị Lã Toản đánh bại, Dương Quỹ cuối cùng phải từ bỏ nổi loạn và chạy trốn đến Nam Lương. Năm 399, như là một phần trong việc tổ chức lại việc phòng thủ của Thốc Phát Ô Cô, kinh thành đã được chuyển từ Kim Thành (金城, nay thuộc Lan Châu, Cam Túc) đến Lạc Đô (樂都, nay thuộc Hải Đông, Thanh Hải), Thốc Phát Lợi Lộc Cô được anh trai giao trấn thủ An Di (安夷, cũng thuộc Hải Đông ngày nay). Vào mùa hè năm 399, Thốc Phát Ô Cô cử ông đến giúp đỡ vua Đoàn Nghiệp của nước Bắc Lương khi Bắc Lương bị Lã Toản và thái tử Lã Thiệu của Hậu Lương tấn công, với sự giúp đỡ này thì Lã Toán và Lã Thiệu đã phải rút quân. Ngay sau đó, ông được giao trấn thủ thành Tây Bình (西平, nay thuộc Tây Ninh, Thanh Hải).
Cuối năm đó, Thốc Phát Ô Cô đã gặp phải một tai nạn nghiêm trọng khi cưỡi ngựa trong lúc say rượu, và trong những lời trăn trối cuối cùng, ông đã ra lệnh rằng phải chọn một người đã lớn tuổi kế vị mình. Các quý tộc Nam Lương do đó đã lựa chọn Thốc Phát Lợi Lộc Cô kế vị.

## Trị vì
Sau khi kế vị Thốc Phát Ô Cô, Thốc Phát Lợi Lộc Cô dời đô từ Lạc Đô về Tây Bình. Vào đầu năm 400, Lã Toản (lúc này đã trở thành hoàng đế của Hậu Lương) đã lên kế hoạch tấn công ông, quan Dương Dĩnh (楊穎) của Hậu Lương khi cố thuyết phục Lã Toản không thực hiện việc này, đã miêu tả chế độ của Thốc Phát Lợi Lộc Cô là "với một tấm lòng thống nhất, với các thuộc cấp thực hiện chỉ thị của ông một cách trung thành, không có cơ hội nào để tận dụng,". Khi Lã Toản tấn công bất chấp lời khuyên của Dương, Thốc Phát Lợi Lộc Cô đã cử Thốc Phát Nục Đàn đi chống lại và đã đánh bại được Lã Toản.
Vào mùa hè năm 400, khi Lã Toản thực hiện một cuộc tấn công lớn vào Bắc Lương, Thốc Phát Nục Đàn, có lẽ là theo chỉ thị của Thốc Phát Lợi Lộc Cô, đã tiến hành một cuộc tấn công bất ngờ vào kinh thành Cô Tang (姑臧, nay thuộc Vũ Uy, Cam Túc) của Hậu Lương, tiến vào được nửa phía đông của Cô Tang và cướp bóc thành rồi rút lui, khiến cho Lã Toản phải từ bỏ chiến dịch đánh Bắc Lương của mình.
Cuối năm đó, sau khi vua Khất Phục Càn Quy của Tây Tần bị Hậu Tần đánh bại, Khất Phục Càn Quy đầu hàng Thốc Phát Lợi Lộc Cô. Ban đầu, em trai của Thốc Phát Lợi Lộc Cô là Thốc Phát Câu Diên (禿髮俱延) nghi ngờ sự chân thành của Khất Phục Càn Quy và yêu cầu Bắc Lương nên đưa Khất Phục Càn Qy đi lưu đày ở phía tây của hồ Thanh Hải song Thốc Phát Lợi Lộc Cô đã từ chối và nói rằng nếu mình làm như vậy thì sẽ không còn ai đến Bắc Lương đầu hàng ông. Tuy nhiên, khi Khất Phục Càn Quy cuối cùng lại bỏ đến Hậu Tần, Thốc Phát Lợi Lộc Cô đã hối tiếc nhiều vì không giết chết hay đưa người này đi lưu đày. Sau đó, khi con trai của Khất Phục Càn Quy là Khất Phục Sí Bàn cố bỏ trốn để đến chỗ phụ thân song bị bắt lại, Thốc Phát Lợi Lộc Cô đã chuẩn bị xử tử ông ta song do được Thốc Phát Nục Đàn thuyết phục nên ông đã không làm như vậy.
Vào mùa xuân năm 401, theo lời thỉnh cầu của nhiều triều thần, Thốc Phát Lợi Lộc Cô đã tính đến việc xưng đế. Tuy nhiên, ông lại nghe theo lời khuyên của tướng Thâu Vật Lôn (鍮勿崙) rằng một tuyên bố như vậy sẽ biến ông trở thành mục tiêu của những kẻ khác và đã từ bỏ kế hoạch này; đúng hơn, ông chỉ đổi tước hiệu từ Vũ Uy vương (đã được Thốc Phát Ô Cô sử dụng) thành Hà Tây vương, có nghĩa là tuyên bố chủ quyền ở khu vực phía tây của Hoàng Hà. Đến cuối năm, ông đích thân thực hiện một cuộc tấn công chống lại Hậu Lương của Lã Long và đã thành công.
Đến năm 401, có một cuộc trao đổi giữa Thốc Phát Lợi Lộc Cô và viên quan có tên là Sử Cảo (史暠) rằng có thể chứng minh cả sức mạnh và điểm yếu của Thốc Phát Lợi Lộc Cô trong vai trò người cai trị đất nước. Điều này diễn ra vào dịp Thốc Phát Lợi Lộc Cô lệnh cho các quan lại bình phẩm một cách thẳng thắn sự cai trị của ông. Sử Cảo nói:
Mỗi lần, khi bệ hạ cử tướng đi đánh trận, không một ai có thể phản đối họ. Tuy nhiên, họ không coi việc bình định dân chúng là ưu tiên, thay vào đó lại chỉ tập trung tái định cư bọn họ. Người dân muốn có cuộc sống ổn định và lo ngại về vùng đất mà họ không quen thuộc. Đó là lý do vì sao mà nhiều người nổi loạn hoặc trốn chạy. Đó là lý do vì sao chúng ta liên tục giết được các tướng địch và chiếm được nhiều thành của địch, song đất đai của chúng ta không mở mang.
Thốc Phát Lợi Lộc Cô đồng ý với Sử Cảo. Tuy nhiên, không có tường thuật nào về việc Thốc Phát Lợi Lộc Cô đã thay đổi chính sách theo đề xuất của Sử Cảo. Trong thời gian trị vì còn lại của Thốc Phát Lợi Lộc Cô, tiếp tục có các tư liệu về việc quân Nam Lương cưỡng chế người dân di chuyển.
Mặc dù vậy, vào thời điểm này, quyền lực của Thốc Phát Lợi Lộc Cô đã khá lớn mạnh, đến nỗi vào mùa thu năm 401, vua mới của Bắc Lương là Thư Cừ Mông Tốn đã buộc phải cử con trai là Thư Cừ Hề Niệm (沮渠奚念) đến chỗ Thốc Phát Lợi Lộc Cô làm con tin để thể hiện sự khuất phục. Tuy nhiên, Thốc Phát Lợi Lộc Cô đã từ chối nhận Thư Cừ Hề Niệm làm con tin, nói rằng Thư Cừ Hề Niệm còn quá trẻ và ông muốn Thư Cừ Mông Tốn phải đưa em trai là Thư Cừ Noa (沮渠挐) đến, người này cũng là một chiến lược gia và tướng quân chính yếu. Thư Cừ Mông Tốn ban đầu từ chối và nói rằng ông cần Thư Cừ Noa để giúp đỡ mình, điều này đã khiến Thốc Phát Lợi Lộc Cô giận dữ và ông đã cử Thốc Phát Câu Diên cùng một người em khác là Thốc Phát Văn Chi (禿髮文支) đi đánh Bắc Lương và bắt được một người anh em họ của Thư Cừ Mông Tốn tên là Thư Cừ Thiện Thiện Cẩu Tử (沮渠鄯善苟子). Thư Cừ Mông Tốn đã hạ mình khuất phục sau sự kiện này và cử thúc phụ Thư Cừ Khổng Già (沮渠孔遮) đến hứa là sẽ đưa Thư Cừ Noa đến Nam Lương làm con tin, trước khi Thốc Phát Lợi Lộc Cô rút quân và trả lại những người mà họ đã bắt giữ. Tuy nhiên, tự thân Thốc Phát Lợi Lộc Cô đã nhận thức được quyền lực hạn chế của mình, và ông cũng chịu khuất phục trên danh nghĩa đối với Diêu Hưng, hoàng đế của Hậu Tần, và gửi triều cống cho Diêu Hưng. Năm 401, khi Hậu Tần tấn công Hậu Lương, ông đã ra lệnh cho quân của mình rút lui để nhường đường cho quân Hậu Tần.
Khoảng tết năm 402, đáp lại yêu cầu xin hỗ trợ từ quân nổi loạn Tiêu Lãng (焦朗) tại Hậu Lương, Thốc Phát Lợi Lộc Cô đã cử Thốc Phát Nục Đàn đi hỗ trợ Tiêu Lãng, và hai đội quân sau đó đã tấn công Cô Tang, khiến cho quân Hậu Lương phải chịu đại bại. Tuy nhiên, đến khi Bắc Lương tấn công Hậu Lương vào mùa xuân năm 402, Thốc Phát Lợi Lộc Cô lại cử thốc Phát Nục Đàn đi giúp Hậu Lương, mặc dù vậy, lúc quân Thốc Phát Nục Đàn đến, Bắc Lương đã rút lui.
Cũng vào mùa xuân năm 402, Thốc Phát Lợi Lộc Cô lâm bệnh, và ông đã chỉ thị giao phó việc quản lý đất nước cho Thốc Phát Nục Đàn. Sau khi Thốc Phát Lợi Lộc Cô qua đời, Thốc Phát Nục Đàn lên kế vị.